# Giorgio Morini
Giorgio Morini (Carrara, 11 ottobre 1947) è un allenatore di calcio ed ex calciatore italiano, di ruolo centrocampista.

## Carriera

### Club
Campione d'Italia con il Milan nella stagione 1978-1979, è stato in seguito coinvolto nello scandalo del calcio italiano del 1980, per cui ebbe una squalifica di dieci mesi.

### Nazionale
Nel 1975 ha disputato 3 gare in nazionale, con la cui maglia ha debuttato a Roma il 19 aprile nella sfida contro la Polonia (0-0) valida per le qualificazioni al campionato europeo di calcio 1976.

### Dopo il ritiro
Una volta chiusa l'attività agonistica, nella stagione 2007-2008 è stato coordinatore tecnico della scuola calcio del Varese.

## Statistiche

### Cronologia presenze e reti in nazionale
| Cronologia completa delle presenze e delle reti in nazionale ― Italia | Cronologia completa delle presenze e delle reti in nazionale ― Italia | Cronologia completa delle presenze e delle reti in nazionale ― Italia | Cronologia completa delle presenze e delle reti in nazionale ― Italia | Cronologia completa delle presenze e delle reti in nazionale ― Italia | Cronologia completa delle presenze e delle reti in nazionale ― Italia | Cronologia completa delle presenze e delle reti in nazionale ― Italia | Cronologia completa delle presenze e delle reti in nazionale ― Italia |
| Data                                                                  | Città                                                                 | In casa                                                               | Risultato                                                             | Ospiti                                                                | Competizione                                                          | Reti                                                                  | Note                                                                  |
| --------------------------------------------------------------------- | --------------------------------------------------------------------- | --------------------------------------------------------------------- | --------------------------------------------------------------------- | --------------------------------------------------------------------- | --------------------------------------------------------------------- | --------------------------------------------------------------------- | --------------------------------------------------------------------- |
| 19-4-1975                                                             | Roma                                                                  | Italia                                                                | 0 – 0                                                                 | Polonia                                                               | Qual. Euro 1976                                                       | -                                                                     |                                                                       |
| 8-6-1975                                                              | Mosca                                                                 | Unione Sovietica                                                      | 1 – 0                                                                 | Italia                                                                | Amichevole                                                            | -                                                                     |                                                                       |
| 27-9-1975                                                             | Roma                                                                  | Italia                                                                | 0 – 0                                                                 | Finlandia                                                             | Qual. Euro 1976                                                       | -                                                                     |                                                                       |
| Totale                                                                |                                                                       | Presenze                                                              | 3                                                                     |                                                                       | Reti                                                                  | 0                                                                     |                                                                       |

## Palmarès

### Giocatore

#### Club

##### Competizioni nazionali
- Campionato italiano di Serie B: 2

Varese: 1969-1970
Milan: 1980-1981
- Coppa Italia: 1

Milan: 1976-1977
- Campionato italiano: 1

Milan: 1978-1979

##### Competizioni internazionali
- Coppa Anglo-Italiana: 1

Roma: 1972